# (15565) Benjaminsteele
(15565) Benjaminsteele (2000 GM49) – planetoida z grupy pasa głównego asteroid okrążająca Słońce w ciągu 4,84 lat w średniej odległości 2,86 j.a. Odkryta 5 kwietnia 2000 roku.